# Július 24.
Július 24. az év 205. (szökőévben 206.) napja a Gergely-naptár szerint. Az évből még 160 nap van hátra.
Névnapok: Kincső, Kinga + Bernárd, Bernát, Borisz, Borocs, Csenge, Csengele, Dániel, Daniló, Dános, Kiri, Kriszta, Krisztabella, Krisztiána, Krisztin, Krisztina, Levendula, Tina, Tinetta, Tinka

## Események
- 1897 – A világon elsőként, Tatán, este fél kilenckor, 21 helyen gyulladnak fel utcai acetilénlámpák.
- 1905 – Szövetségi szerződést kötnek egymással II. Vilmos német császár és II. Miklós orosz cár. A cár utóbb visszavonja aláírását, és az antant felé orientálódik.
- 1911 – Gerzsány Mária letartóztatása.
- 1922 – Újabb felkelés Nyugat-Magyarországon, ami már inkább Horthy-ellenes, semmint Trianon-ellenes színezetű.
- 1923 – Lausanne-ban az antant hatalmak új békeszerződést kötnek Törökországgal, mely hatályon kívül helyezi az 1920-as sèvres-i békeszerződést.
- 1946 – II. Lajos monacói herceg feleségül veszi Ghislaine Dommanget francia színésznőt.
- 1947 – Brandenburg tartomány létrejötte.
- 1969 – Visszaérkezik a Földre az Apollo–11, az első sikeres amerikai holdexpedíció űrhajója.
- 2007 – Több mint nyolcévi fogság után hazaérkeznek (Szófiába) és elnöki kegyelemben részesülnek azok a bolgár ápolónők és arab orvos, akiket a líbiai ügyészség 438 gyermek – HIV-vírussal való – megfertőzésével vádol.

## Sportesemények
Formula–1
- 1966 –  holland nagydíj, Zandvoort - Győztes: Jack Brabham (Brabham Repco)
- 1988 –  német nagydíj, Hockenheimring - Győztes: Ayrton Senna  (McLaren Honda Turbo)
- 2005 –  német nagydíj, Hockenheimring - Győztes: Fernando Alonso  (Renault)
- 2011 –  német nagydíj, Nürburgring - Győztes: Lewis Hamilton  McLaren-Mercedes
- 2016 –  magyar nagydíj, Hungaroring - Győztes: Lewis Hamilton  (Mercedes)

## Születések
- 1576 – Thurzó Szaniszló nádor, Szepes vármegye örökös főispánja († 1625)Thurzó Szaniszló

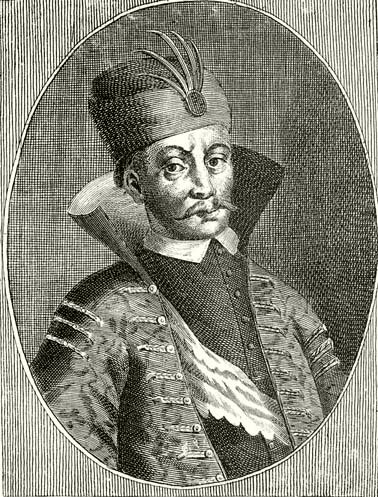
Thurzó Szaniszló

- 1783 – Simón Bolívar venezuelai születésű forradalmár, szabadságharcos, később Bolívia első elnöke. A bolíviai fizetőeszköz névadója († 1830)
- 1802 – id. Alexandre Dumas francia író († 1870)
- 1803 – Adolphe Adam francia romantikus zeneszerző († 1856)
- 1858 – Ábel Jenő magyar klasszika-filológus, egyetemi tanár, az MTA levelező tagja († 1889)
- 1864 – Frank Wedekind német drámaíró († 1918)
- 1860 – Alfons Mucha (er. Alfons Maria Mucha) cseh származású francia festőművész, a szecesszió képviselője († 1939)Jennifer Lopez

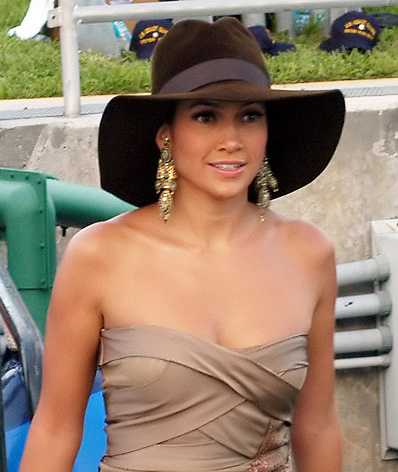
Jennifer Lopez

- 1880 – Ernest Bloch svájci-amerikai zeneszerző († 1959)
- 1885 – Antalffy-Zsiross Dezső orgonaművész, zeneszerző, karmester († 1945)
- 1890 – Heszlényi József honvéd vezérezredes, II. világháborús  hadseregparancsnok († 1946)
- 1897 – Amelia Earhart a repülés amerikai származású női úttörője († 1937)
- 1900 – Bay Zoltán magyar származású atomfizikus († 1992)
- 1903 – Baskay Tóth Bertalan magyar botanikus, mezőgazdasági mérnök, egyetemi tanár († 1976)
- 1904 – Molnár Dezső magyar építészmérnök, országgyűlési képviselő († ?)
- 1906 – Franco Comotti olasz autóversenyző († 1963)
- 1909 – Károlyi Amy József Attila-díjas magyar költőnő († 2003)
- 1918 – Ruggiero Ricci amerikai olasz hegedűművész, Paganini műveinek ihletett tolmácsolója († 2012)
- 1921 – Hetés György magyar színész, szobrász, éremművész († 1998)
- 1922 – Hans-Jürgen Wischnewski német szociáldemokrata politikus, gazdasági miniszter († 2005)
- 1924 – Somorjai Éva magyar színésznő
- 1925 – Szalai Vilmos magyar rendező, színigazgató
- 1931 – Máthé Eta Aase-díjas magyar színésznő, a nyíregyházi Móricz Zsigmond Színház örökös tagja († 2003)
- 1935 – Hetényi Pál Jászai Mari-díjas magyar színész († 1994)
- 1937 – Kalapos László magyar színész, fotóművész
- 1939 – Brenner György Munkácsy Mihály-díjas karikaturista, grafikus († 1993)
- 1940 – Dan Hedaya amerikai színész
- 1949 – Michael Richards amerikai színész, humorista
- 1957 – Szatmári György Aase-díjas magyar színész
- 1961 – Segesvári Gabriella magyar színésznő
- 1963 – Karl Malone amerikai kosárlabdázó
- 1969 – Jennifer Lopez amerikai énekesnő, színésznő
- 1969 – Kangyal Balázs magyar jégkorongozó
- 1973 – Bacskó Tünde magyar színésznő
- 1975 – Eric Szmanda amerikai színész (CSI: A helyszínelők - Greg Sanders)
- 1976 – Tiago Monteiro portugál autóversenyző
- 1981 – Summer Glau amerikai színésznő
- 1981 – Nayib Bukele salvadori elnök
- 1982 – Anna Paquin új-zélandi színésznő
- 1983 – Daniele De Rossi olasz válogatott labdarúgó
- 1984 – Nagy Viktor világbajnok magyar válogatott vízilabdázó
- 1986 – Andrei Lutai orosz műkorcsolyázó
- 1988 – Jobb Dávid magyar jégkorongozó
- 1991 – Lin Jüe kínai műugró
- 1991 – Emily Bett Rickards kanadai színész
- 1992 – Léo Westermann francia kosárlabdázó

## Halálozások

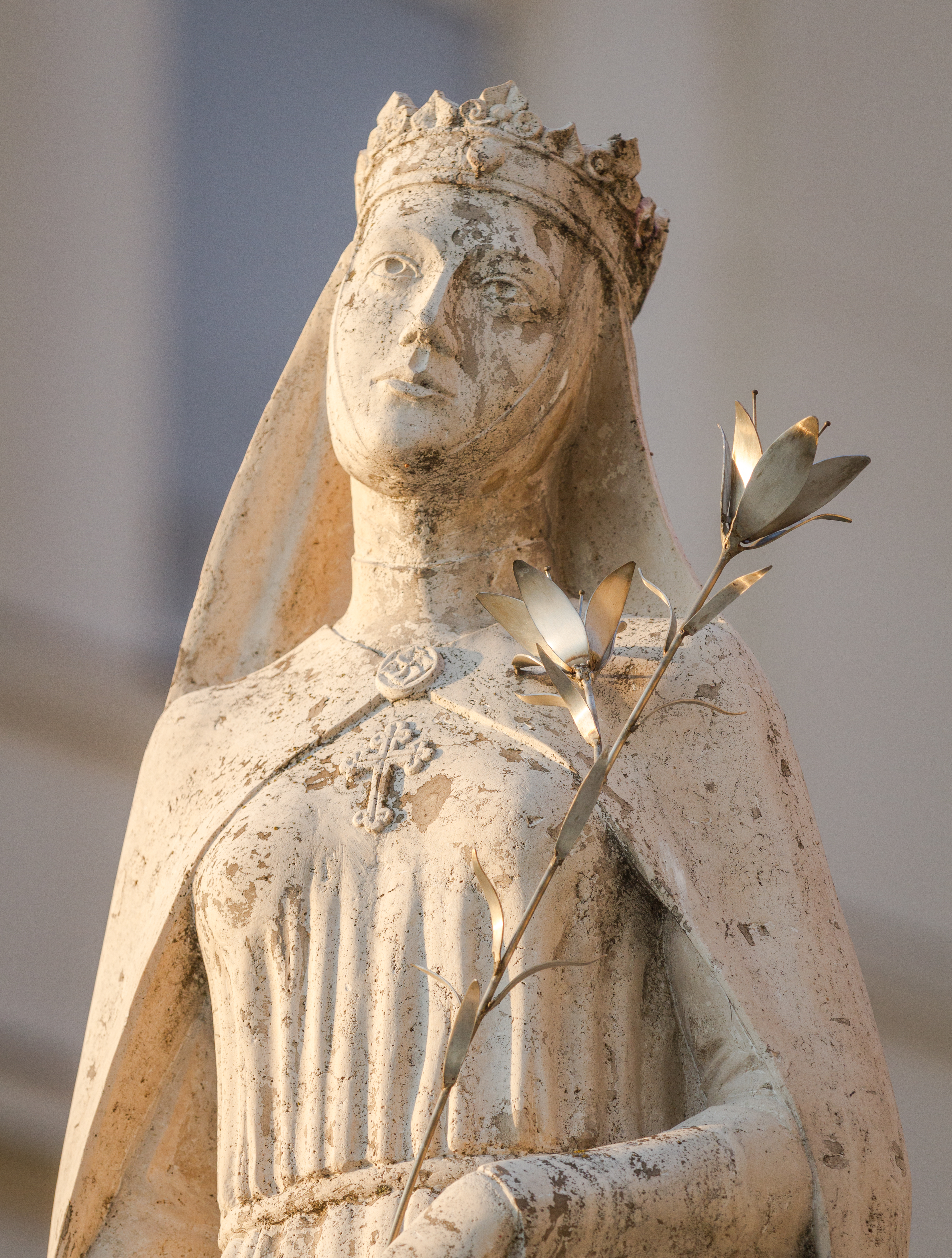
Árpád-házi Szent Kinga

- 1292 – Árpád-házi Szent Kinga, IV. Béla király lánya, Szent Margit és Boldog Jolán nővére, Lengyelország és Litvánia védőszentje (* 1224)
- 1704 – Gyöngyösi István, költő, alispán, országgyűlési követ (* 1629)
- 1791 – Born Ignác magyarországi származású osztrák geológus, felvilágosult tudós, udvari tanácsos (* 1742)
- 1800 – Hadik Károly József magyar származású osztrák császári katonatiszt, altábornagy. Hadik András osztrák tábornagy fia (* 1756)
- 1862 – Martin Van Buren, az Amerikai Egyesült Államok 8. elnöke, hivatalban 1837–1841-ig (* 1782)
- 1913 – Kada Elek, Kecskemét város polgármestere 1897 és 1913 között (* 1852)
- 1956 – Zemplén Géza kémikus, az MTA tagja (* 1883)
- 1960 – Hans Albers német színész és énekes (* 1891)
- 1970
  - Gonda György magyar színész (* 1902)
  - Nemes János magyar földbirtokos, felsőházi tag (* 1889)
- 1974 – James Chadwick Nobel-díjas angol fizikus, a neutron felfedezője (* 1891)
- 1977 – Macskásy Árpád gépészmérnök, a Budapesti Műszaki Egyetem tanára, az épületgépészeti oktatás megalapítója (* 1904)
- 1980 – Peter Sellers brit színész, komikus (* 1925)
- 1983 – Bezsilla László magyar entomológus (* 1903)
- 1985 – Salgó László magyar főrabbi (* 1910)
- 1988 – Elek Ilona kétszeres olimpiai és világbajnok magyar vívó (* 1907)
- 1991 – Borbás Máté honvéd vezérőrnagy (* 1916)
- 1991 – Isaac Bashevis Singer irodalmi Nobel-díjas zsidó-lengyel származású amerikai író (* 1902)
- 1995 – Borbás Tibor Munkácsy Mihály-díjas szobrászművész (* 1942)
- 1995 – Jerry Lordan brit énekes, zeneszerző (* 1934)
- 2004 – Harmatta János Széchenyi-díjas klasszika-filológus, nyelvész, az MTA tagja. (* 1917)
- 2009 – Zé Carlos a brazil válogatott egykori kapusa (* 1962)
- 2013 – Nádai Béla magyar fizikus, természetvédő, cserkészvezető (* 1935)
- 2016 – Szegedy-Maszák Mihály Széchenyi-díjas magyar irodalomtörténész, egyetemi tanár, a Magyar Tudományos Akadémia rendes tagja (* 1943)
- 2022 – David Warner Emmy-díjas angol színész (* 1941)
- 2025 – Hulk Hogan amerikai pankrátor, színész (* 1953)

## Nemzeti ünnepek, emléknapok, világnapok
- 1783-ban született Simón Bolívar szabadságharcos, Dél-Amerika több államának felszabadítója. Születésnapja Ecuadorban és Venezuelában nemzeti ünnep.
- Magyarországon a katolikus egyház liturgikus naptárában Árpád-házi Szent Kinga ünnepe.